# Флавія Сарайва
Флавія Сарайва (англ. Flávia Saraiva; нар. 30 вересня 1999, Ріо-де-Жанейро) — бразильська гімнастка. Учасниця Олімпійських ігор та чемпіонатів світу, триразова призерка Юнацьких Олімпійських ігр.

## Спортивна кар'єра
З семирічного віку відвідує спортивну гімнастику. Один з двоюрідних братів вмовив віддати до секції, де сам тренувався.

#### 2014
На літніх юнацьких Олімпійських іграх 2014 у Нанкіні, Китай, де замінила травмовану Ребеку Андраде, здобула перемогу у вільних вправах, а також дві сріблі нагороди: у багатоборстві та вправі на колоді.

#### 2016
На Олімпійських іграх 2016 в Ріо-де-Жанейро, Бразилія, в фіналі вправи на колоді продемонструвала п'ятий результат, в командній першості була восьмою.

#### 2017
У серпні отримала травму хребта, поза спортом була близько п'яти місяців.

#### 2019
На чемпіонаті світу в Штутгарті, Німеччина, в фіналі багатоборства посіла сьоме місце та здобула олімпійську ліцензію в команді на Олімпійські ігри в Токіо.

## Результати на турнірах
| Рік  | Змагання                   | КБ | ІБ | Опорний стрибок | Різновисокі бруси | Колода | Вільні вправи |
| ---- | -------------------------- | -- | -- | --------------- | ----------------- | ------ | ------------- |
| 2014 | Юнацькі Олімпійські ігри   |    | 2  |                 |                   | 2      | 1             |
| 2016 | Олімпійські ігри           | 8  |    |                 |                   | 5      |               |
| 2018 | Панамериканський чемпіонат | 2  | 3  |                 |                   | 2      | 2             |
| 2018 | Кубок світу. Котбус        |    |    |                 |                   | 2      | 1             |
| 2018 | Чемпіонат світу            | 7  | 8  |                 |                   |        | 5             |
| 2019 | Чемпіонат світу            |    | 7  |                 |                   | 6      | 4             |
| 2021 | Олімпійські ігри           |    |    |                 |                   | 7      |               |
| 2024 | Кубок виклику в Анталії    |    |    |                 |                   | 2      |               |
| 2024 | Олімпійські ігри           | 3  |    |                 |                   |        |               |